# كريس إتش غريني
كريس إتش غريني (بالإنجليزية: Chris H. Greene)‏ هو فيزيائي أمريكي، ولد في 1 أغسطس 1954 في لنكن في الولايات المتحدة.